# Mistrzostwa Polski w piłce siatkowej kobiet (1938)
Mistrzostwa Polski w piłce siatkowej kobiet 1938 – 9. edycja rozgrywek o mistrzostwo Polski w piłce siatkowej kobiet. Rozgrywki miały formę turnieju rozgrywanego w Brześci. W turnieju mogły wziąć udział drużyny, które zwyciężyły w eliminacjach okręgowych, oraz aktualny mistrz Polski.

## Rozgrywki
Uczestniczące w mistrzostwach drużyny zostały podzielone na dwie grupy, z których do finału kwalifikowały się po dwa zespoły. W grupach i w finale grano systemem "każda drużyna z każdą"
- Grupa I: AZS Warszawa, Olsza Kraków, KPW Poznań, Pogoń Brześć.

 Wyniki grupy I
| Data       | Drużyna 1    | Wynik | Drużyna 2    | Sety              |
| ---------- | ------------ | ----- | ------------ | ----------------- |
| 21.01.1938 | Olsza Kraków | 2:0   | Pogoń Brześć | 15:8, 15:4        |
| 21.01.1938 | AZS Warszawa | 2:1   | KPW Poznań   | 15:9, 10:15, 15:5 |
|            |              |       |              |                   |
| 22.01.1938 | AZS Warszawa | 2:0   | Pogoń Brześć | 15:7, 15:8        |
| 22.01.1938 | Olsza Kraków | 2:1   | KPW Poznań   | 15:2, 5:15, 15:8  |
|            |              |       |              |                   |
| 22.01.1938 | AZS Warszawa | 2:1   | Olsza Kraków | 13:15, 15:5 18:16 |
| 22.01.1938 | KPW Poznań   | 2:0   | Pogoń Brześć | 15:6, 15:4        |

- Grupa II: HKS Łódź, AZS Lwów, KPW Katowice, AZS Lublin.

 Wyniki grupy II
| Data       | Drużyna 1    | Wynik | Drużyna 2    | Sety               |
| ---------- | ------------ | ----- | ------------ | ------------------ |
| 21.01.1938 | AZS Lwów     | 2:0   | AZS Lublin   | 15:1, 15:4         |
| 21.01.1938 | HKS Łódź     | 2:0   | KPW Katowice | 15:9, 15:9         |
|            |              |       |              |                    |
| 22.01.1938 | HKS Łódź     | 2:1   | AZS Lwów     | 11:15, 15:8, 15:13 |
| 22.01.1938 | KPW Katowice | 2:0   | AZS Lublin   | 15:4, 15:11        |
|            |              |       |              |                    |
| 22.01.1938 | AZS Lwów     | 2:1   | KPW Katowice | 13:15, 15:7, 15:8  |
| 22.01.1938 | HKS Łódź     | 2:0   | AZS Lublin   | 15:5, 15:5         |

- Grupa finałowa: HKS Łódź, AZS Lwów, AZS Warszawa, Olsza Kraków.

 Wyniki fazy finałowej
| Data       | Drużyna 1    | Wynik | Drużyna 2    | Sety               |
| ---------- | ------------ | ----- | ------------ | ------------------ |
| 23.01.1938 | Olsza Kraków | 2:0   | AZS Lwów     | 15:11, 17:15       |
| 23.01.1938 | HKS Łódź     | 2:1   | Olsza Kraków | 10:15, 15:11, 15:9 |
|            |              |       |              |                    |
| 23.01.1938 | HKS Łódź     | 2:0   | AZS Lwów     | 15:7, 15:7         |
| 23.01.1938 | AZS Warszawa | 2:0   | Olsza Kraków | 15:13, 15:11       |
|            |              |       |              |                    |
| 23.01.1938 | AZS Warszawa | 2:1   | AZS Lwów     | 10:15, 15:6, 15:4  |
| 23.01.1938 | AZS Warszawa | 2:0   | HKS Łódź     | 15:11, 15:10       |

Mecz o 5 miejsce
| Data       | Drużyna 1  | Wynik | Drużyna 2    | Sety        |
| ---------- | ---------- | ----- | ------------ | ----------- |
| 23.01.1938 | KPW Poznań | 2:0   | KPW Katowice | 15:12, 15:9 |

Mecz o 7 miejsce
| Data       | Drużyna 1    | Wynik | Drużyna 2  | Sety       |
| ---------- | ------------ | ----- | ---------- | ---------- |
| 23.01.1938 | Pogoń Brześć | 2:0   | AZS Lublin | 15:7, 15:3 |

## Składy drużyn medalistów mistrzostw Polski
- AZS Warszawa: Zofia Wardyńska, Irena Brzustowska, Halina Bruszkiewicz, Zdzisława Wiszniewska-Bednarek, Maria Włastelica-Burska, Edyta Holfeier-Kozłowska, Irena Jaśnikowska, Helena Woynarowska.
- HKS Łódź: M. Adamska, W. Wilmańska I, Zofia Wilmańska II, Leokadia Zelżanka I, Stanisława Zelżanka II, Aurelia Latkówna, Janina Turant, Mieczysława Hołyszewska.
- Olsza Kraków: Węglarska, Szymanek, Jelonek, Korwat, Popłatkówna I, Popłatkówna II, Dęsikówna, Henius.

## Klasyfikacja końcowa
| Miejsce | Drużyna      | Zwycięstwa | Sety | Punkty |
| ------- | ------------ | ---------- | ---- | ------ |
| złoto   | AZS Warszawa |            |      |        |
| 2.      | HKS Łódź     |            |      |        |
| 3.      | Olsza Kraków |            |      |        |
| 4.      | AZS Lwów     |            |      |        |
| 5.      | KPW Poznań   |            |      |        |
| 6.      | KPW Katowice |            |      |        |
| 7.      | Pogoń Brześć |            |      |        |
| 8.      | AZS Lublin   |            |      |        |